# Melinis amethystea
Melinis amethystea là một loài thực vật có hoa trong họ Hòa thảo. Loài này được (Franch.) Zizka mô tả khoa học đầu tiên năm 1988.